# ایکسچیوان
ایکسچیوان (به اسپانیایی: Ixchiguán) یک منطقهٔ مسکونی در گواتمالا است که درسن‌مارکوس دپارتمان واقع شده‌است. اقتصاد این منطقه مبتنی است بر کار موقت بر روی مزارع قاچاقچی قهوه، همچنین بر روی نیروی کار مهاجر مردان در مکزیک.

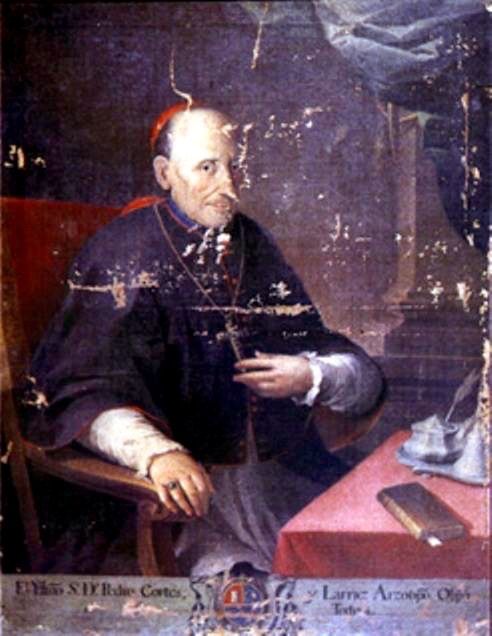
پرتره اسقف پدرو کورتس و لاراز ؛ او در ۱۷۷۰وارد تخولتا شد.